# حفل توزيع جوائز الأوسكار الثاني والسبعون
أقيم حفل توزيع جوائز الأوسكار الثاني والسبعين  في 26 مارس 2000. في قاعة مزار في كاليفورنيا، الولايات المتحدة الأمريكية. قدم الحفل بيلي كريستال.

## الجوائز
- كيفين سبيسي - أفضل ممثل
- هيلاري سوانك - أفضل ممثلة
- جمال أمريكي (فيلم) - أفضل فيلم
- أنجلينا جولي - أفضل ممثلة مساعدة

## روابط خارجية
- حفل توزيع جوائز الأوسكار الثاني والسبعون على موقع IMDb (الإنجليزية)